# Justo González Serna
Justo González Serna (Elx, 24 d'abril de 1957) és un polític i treballador sanitari valencià, diputat al Congrés dels Diputats en la VII Legislatura.
Diplomat en la UNED, treballa com ATS en un centre de salut de la Generalitat Valenciana. Entre 1988 i 1994 fou membre de l'executiva de les Joventuts Socialistes del País Valencià. Membre del PSPV-PSOE, a les eleccions municipals espanyoles de 1991, 1995, 1999 i 2003 fou elegit regidor de l'ajuntament d'Elx. Posteriorment fou elegit diputat per la província d'Alacant a les eleccions generals espanyoles de 2000. Ha estat vocal de la Comissió d'Infraestructures i de la Comissió de Sanitat i Consum.